# ميشيل مارش
ميشيل مارش (بالإنجليزية: Michele Marsh)‏ هي مذيعة أخبار وصحفية أمريكية، ولدت في 9 مارس 1954 في ديترويت في الولايات المتحدة، وتوفيت في 17 أكتوبر 2017 في South Kent, Connecticut ‏ في الولايات المتحدة بسبب سرطان الثدي.